# Daga Janson
Daga Janson, Daga Cecilia Maria Jansson, född Carlsson den 19 juni 1918 i Söderfors socken, död 4 januari 2011 i Kungsholms församling i Stockholm, var en svensk journalist, översättare och författare samt mångårig skribent för Hemmets vän. 
Daga Janson var dotter till pastor Gustaf Carlsson och Cecilia. Janson har en sång publicerad i Pingströrelsens sångbok Segertoner, Jag behöver dig, Jesus, skriven 1960. Den har nummer 475 i 1988 års upplaga. 
Hon var sedan 1948 gift med Dagengruppens förre vice VD Larseric Janson (född 1923), som även var direktör för Ibra Radio och Dagen förlag och översatte Jag har beslutat att följa Jesus till svenska. Daga Janson är begravd på Norra kyrkogården i Örebro.